# Jean Eudes
Jean Eudes, född 14 november 1601 i Ri, Orne, Frankrike, död 19 augusti 1680 i Caen, Frankrike, var en fransk romersk-katolsk präst, missionär och ordensgrundare. Han vördas som helgon inom Romersk-katolska kyrkan. Hans minnesdag firas den 19 augusti.

## Biografi
Jean Eudes föddes i den lilla byn Ri i närheten av Argentan i Normandie och avlade vid fjorton års ålder kyskhetslöfte. Han bedrev studier hos jesuiterna i Caen och anslöt sig 1623 till oratorianernas orden. Eudes prästvigdes den 20 december 1625 och inledde sin pastorala gärning med att ta hand om pestoffer. 
År 1641 grundade Eudes kongregationen Sœurs de Notre-Dame de Charité, vars syfte var att ta hand om ångerfulla prostituerade som ämnade börja ett nytt liv. Två år senare, 1643, grundade Eudes Congrégation de Jésus et Marie med huvudsaklig uppgift att utbilda präster. Kongregationen, som kom att kallas eudistes, ”eudister”, öppnade prästseminarier i Coutances, Lisieux och Rouen.
Jean Eudes predikade ofta om Jesu och Marie heliga hjärtan och den till dessa särskilt knutna Guds barmhärtighet.

### Webbkällor
- ”Blessed Jean Eudes”. Catholic Encyclopedia. New Advent. https://www.newadvent.org/cathen/05596a.htm. Läst 19 augusti 2020.
- ”San Giovanni Eudes, sacerdote”. Santi e Beati. http://www.santiebeati.it/Detailed/28900.html. Läst 19 augusti 2020.